# Isometheptene
Isometheptene (thường là chất nhầy isometheptene) là một amin amin giao cảm đôi khi được sử dụng trong điều trị chứng đau nửa đầu và đau đầu do căng thẳng do đặc tính co mạch của nó; nghĩa là, nó gây ra co thắt (thu hẹp) các mạch máu (động mạch và tĩnh mạch). Cùng với paracetamol và dichloralphenazone, nó là một trong những thành phần của Amidrine.

## Hóa học
Isometheptene là một không bão hòa đơn béo amin thứ yếu.

## Cơ chế hoạt động
Các đặc tính co mạch của Isometheptene phát sinh thông qua kích hoạt hệ thống thần kinh giao cảm thông qua epinephrine và norepinephrine. Các hợp chất này gợi ra sự kích hoạt cơ trơn dẫn đến co mạch bằng cách tương tác với các thụ thể adrenergic bề mặt tế bào.